# SLC52A3
SLC52A3 (англ. Solute carrier family 52 member 3) – білок, який кодується однойменним геном, розташованим у людей на короткому плечі 20-ї хромосоми. Довжина поліпептидного ланцюга білка становить 469 амінокислот, а молекулярна маса — 50 805.
| 10         |  | 20         |  | 30         |  | 40         |  | 50         |
| ---------- |  | ---------- |  | ---------- |  | ---------- |  | ---------- |
| MAFLMHLLVC |  | VFGMGSWVTI |  | NGLWVELPLL |  | VMELPEGWYL |  | PSYLTVVIQL |
| ANIGPLLVTL |  | LHHFRPSCLS |  | EVPIIFTLLG |  | VGTVTCIIFA |  | FLWNMTSWVL |
| DGHHSIAFLV |  | LTFFLALVDC |  | TSSVTFLPFM |  | SRLPTYYLTT |  | FFVGEGLSGL |
| LPALVALAQG |  | SGLTTCVNVT |  | EISDSVPSPV |  | PTRETDIAQG |  | VPRALVSALP |
| GMEAPLSHLE |  | SRYLPAHFSP |  | LVFFLLLSIM |  | MACCLVAFFV |  | LQRQPRCWEA |
| SVEDLLNDQV |  | TLHSIRPREE |  | NDLGPAGTVD |  | SSQGQGYLEE |  | KAAPCCPAHL |
| AFIYTLVAFV |  | NALTNGMLPS |  | VQTYSCLSYG |  | PVAYHLAATL |  | SIVANPLASL |
| VSMFLPNRSL |  | LFLGVLSVLG |  | TCFGGYNMAM |  | AVMSPCPLLQ |  | GHWGGEVLIV |
| ASWVLFSGCL |  | SYVKVMLGVV |  | LRDLSRSALL |  | WCGAAVQLGS |  | LLGALLMFPL |
| VNVLRLFSSA |  | DFCNLHCPA  |  |            |  |            |  |            |

A: Аланін

C: Цистеїн

D: Аспарагінова кислота

E: Глутамінова кислота

F: Фенілаланін

G: Гліцин

H: Гістидин

I: Ізолейцин

K: Лізин

L: Лейцин

M: Метіонін

N: Аспарагін

P: Пролін

Q: Глутамін

R: Аргінін

S: Серин

T: Треонін

V: Валін

W: Триптофан

Кодований геном білок за функцією належить до фосфопротеїнів. 
Задіяний у таких біологічних процесах, як транспорт, альтернативний сплайсинг. 
Локалізований у клітинній мембрані, мембрані.